# تعذيب عماد الكبير
تعذيب عماد الكبير هي قضية قام فيها النقيب «إسلام نبيه عبد السلام» معاون مباحث قسم بولاق بتعذيب مواطن يُدعي «عماد الكبير» وتصويره أثناء التعذيب. تعود جذور القضية إلى 20 يناير 2006 عندما ألقى المتهم القبض على السائق «عماد الكبير» بدون وجه حق، وقام باحتجازه بلا أسباب وتعذيبه ثم هتك عرضه بالقوة، وقام بعدها بتصوير عملية تعذيبه وهتك عرضه بكاميرا موبايل. أصدرت محكمة جنايات الجيزة حكمها بمعاقبته بالحبس ثلاث سنوات بتهمة تعذيب المواطن عماد الكبير.
قفزت القضية إلى الرأي العام في نوفمبر 2006 عندما انتشر تبادل فيديو التعذيب عبر البلوتوث، ونشرته المدونات على صفحاتها على شبكة الإنترنت لا سيما مدونة وائل عباس، ثم فجرتها جريدة الفجر وتابعتها بجرأة حتى استطاعت الوصول إلى السائق «عماد الكبير» وأجرى معه الصحفي «وائل عبد الفتاح» حوارا أدلى فيه باعترافات خطيرة عن تعرضه للتعذيب داخل قسم الشرطة وتصوير الفيديو له أثناء هتك عرضه ليكون وسيلة ضغط مناسبة عليه وفضحه بين زملائه من سائقي موقف بولاق الدكرور، وهي الاعترافات التي أٌجبر «الكبير» على تكذيبها فيما بعد، بعد تعرضه للضغط في قسم الشرطة، لكن حملة جريدة الفجر تواصلت بصورة أكثر قوة بعد اتهامها بتزييف الحوار رغم نشر صورة «الكبير» مع الصحفي «عبد الفتاح»، حتى أثبتت الفجر ما تعرض له «الكبير» من ضغوط وعاد «الكبير» يعترف بالحقيقة كاملة، لتصبح القضية أكبر من أن تتجاهلها السلطات أكثر من ذلك وبدأت التحقيق.
كما روى «عماد الكبير» بالتفاصيل الكاملة قصة تعذيبه في حلقة من برنامج «القاهرة اليوم»، الأمر الذي جذب معه تعاطف الرأى العام لتصبح قضيته أول قضية تعذيب في قسم الشرطة تحظى بمتابعة إعلامية ضخمة داخل مصر وخارجها.
وبعد قضاء المتهم نصف العقوبة وإطلاق سراحه، رفضت محكمة القضاء الإداري منعه من العودة للعمل، وتم إلحاقه بمديرية أمن سوهاج.